# Johann Daniel Pucklitz
Johann Daniel Pucklitz (* vor 1710 in Danzig, Krone des Königreichs Polen; † 11. Januar 1774 ebenda) war ein deutscher Komponist.

## Leben
Johann Daniel Pucklitz war der Sohn eines Daniel Pucklitz, der in den Jahren 1704–1707 als Kirchenmusiker der Danziger Marienkirche geführt wurde, 1709 als Zunftmusiker in das Bürgerbuch eingetragen wurde, aber schon am 11. März 1711 starb. Dessen Ehefrau – Johann Daniel Pucklitz’ Mutter – war bereits am 16. Mai 1710 verstorben. Am 19. Mai 1732 wurde er nach Erreichen der Volljährigkeit aus der Obhut seiner gesetzlichen Vormünder entlassen, was erst mit dem vollendeten 21. oder 22. Lebensjahr möglich war.
Über Johann Daniel Pucklitz’ musikalische Ausbildung und frühes Wirken ist nichts bekannt. Ab 1731 wirkte er in Danzig wie sein Vater als Musiker in der Marienkirche, ab 1741 auch als Ratsmusiker der Stadt. Zusammen mit Johann Jeremias du Grain und Friedrich Christian Mohrheim organisierte er Konzerte im Artushof, im Englischen Haus sowie in Danziger Bürgerhäusern. Später betätigte er sich darüber hinaus als Kellermeister.
Von Pucklitz sind 62 Kompositionen überliefert, überwiegend geistliche Werke. Dies ist erstaunlich, weil das Privileg zur Komposition von Kirchenmusik beim Kapellmeister Johann Balthasar Christian Freislich lag. Möglicherweise war Pucklitz demnach Freislichs Schüler oder Assistent.
Eine Arie aus seiner weltlichen Kantate Freue dich Danzig (1737) war laut Partitureintrag für den jungen Johann Gottlieb Goldberg vorgesehen, dem späteren Schüler Johann Sebastian Bachs und Namensträger der Goldberg-Variationen.

## Werke
- 3 Oratorien
- 39 Kantaten
- 4 Messen
- 7 Choralbearbeitungen
- 6 Motetten
- 2 Arien

## Aufnahmen/Tonträger
- Johann Daniel Pucklitz: Concerto „Kehre wieder“. Marie Smolka (Sopran), Franziska Gottwald (Alt), Hermann Oswald (Tenor), Markus Flaig (Bass), Goldberg Baroque Ensemble, Goldberg Vocal Ensemble, Andrzej Szadejko. Musikproduktion Dabringhaus & Grimm, 2016, MDG 902 1989-6.[7]
- Johann Daniel Pucklitz: Oratorio Secondo. Ina Siedlaczek (Sopran), David Erler (Altus), Georg Poplutz (Tenor), Thilo Dahlmann (Bass), Goldberg Baroque Ensemble, Goldberg Vocal Ensemble, Andrzej Szadejko. Musikproduktion Dabringhaus & Grimm, 2021, MDG 902 2241-6.[8]
- Johann Daniel Pucklitz: Opera Omnia Vol. 1, Kantaten und Messen, Gudrun Sidonie Otto (Sopran), Elvira Bill (Alt), Georg Poplutz (Tenor), Thilo Dahlmann (Bass), Goldberg Baroque Ensemble, Goldberg Vocal Ensemble, Andrzej Szadejko. Musikproduktion Dabringhaus & Grimm, 2025, MDG 902 2373-6.

## Hörbeispiele
- Concerto post 22 Trin. Kehre wieder, PL-GD Ms. Joh. 235 auf YouTube
- Concerto 27 post Trin. Ich will in allen Sachen. Ms. Joh. 237 auf YouTube
- Also hat Gott die Welt geliebt, BG PAN Ms. Joh. 245 auf YouTube
- Oratorio Secondo: Der sehr unterschiedene Wandel und Tod der Gottlosen und Gottsfürchtigen. No.19 Arie Bass: Da rühmt er die Gnade, da preist er die Treu auf YouTube